# 세르톨리세포종양

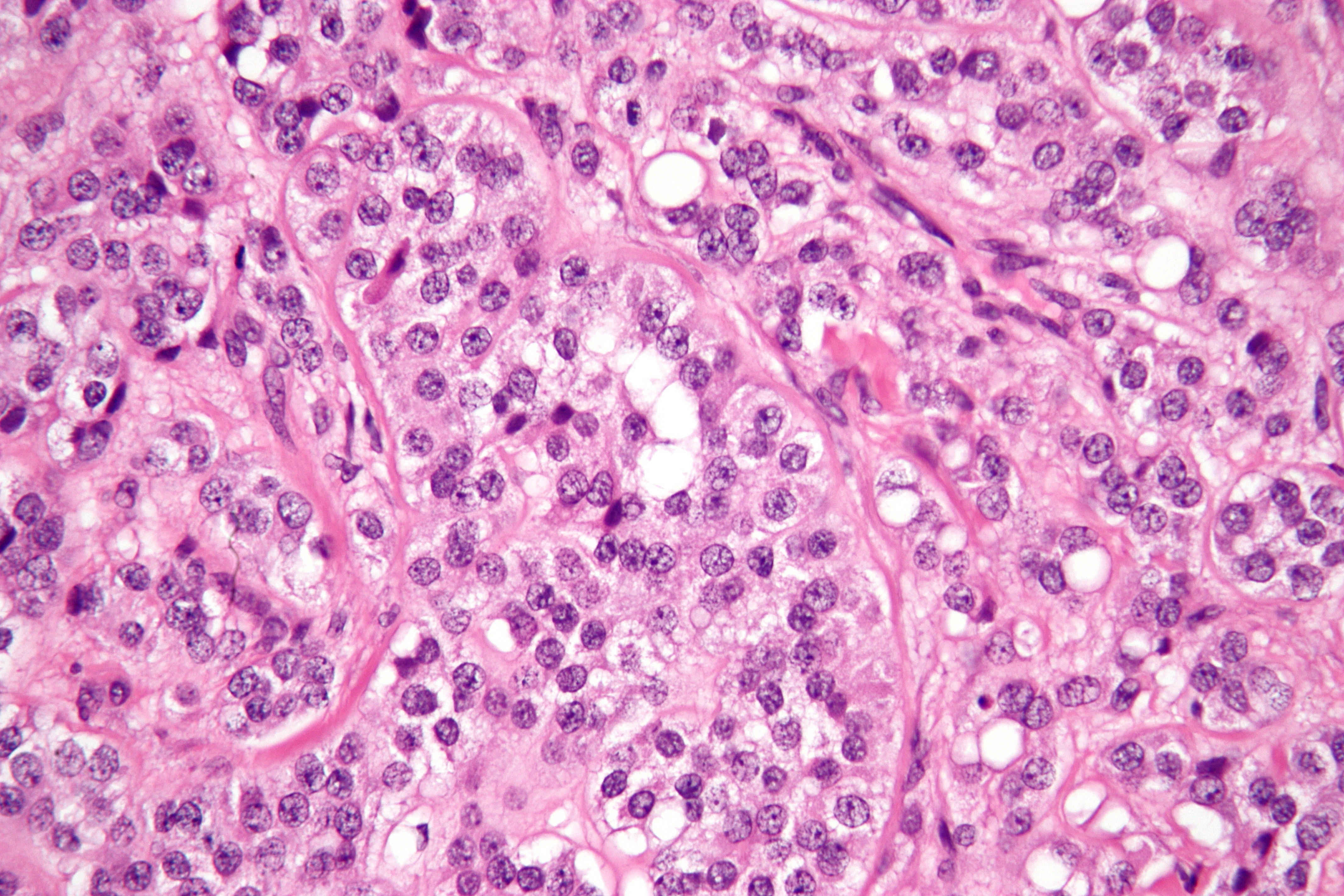

세르톨리세포종양(Sertoli cell tumour)은 세르톨리 세포의 성삭기질종양이다. 고환이나 난소에서 발생할 수 있다. 매우 희귀한 종양이며 일반적으로 35세에서 50세 사이에 절정에 이르다. 이 종양은 일반적으로 잘 구별되며 종종 매우 유사하게 나타나기 때문에 정상피종으로 오진될 수 있다.
세르톨리 세포와 라이디히 세포를 모두 생산하는 종양은 세르톨리라이디히세포종양(Sertoli–Leydig cell tumour)으로 알려져 있다.

## 같이 보기
- 라이디히세포종양
- 세르톨리라이디히세포종양